# Мондзамбано
Мондзамба̀но (на италиански: Monzambano, на местен диалект: Mosambà, Мозамба) е малко градче и община в Северна Италия, провинция Мантуа, регион Ломбардия. Разположено е на 88 m надморска височина. Населението на общината е 4860 души (към 2014 г.).